# Дергачи (Тверская область)
Дергачи — деревня в Торопецком районе Тверской области. Входит в состав Плоскошского сельского поселения.

## История
На топографической карте Фёдора Шуберта 1867—1906 годов обозначена деревня Дергачи. Имела 4 двора.
На карте РККА 1923—1941 годов обозначена деревня Дергачи. Имела 12 дворов.

## География
Деревня расположена в 50 километрах к северо-западу от районного центра, города Торопец и в 20 километрах к юго-западу от центра сельского поселения, посёлка Плоскошь. Ближайшим населённым пунктом является деревня Малые Изори.
Климат
Деревня, как и весь район, относится к умеренному поясу северного полушария и находится в области переходного климата от океанического к материковому. Лето с температурным режимом +15…+20 °С (днём +20…+25 °С), зима умеренно-морозная −10…−15 °С; при вторжении арктических воздушных масс до −30…-40 °С.
Часовой пояс
Деревня Дергачи, как и вся Тверская область, находится в часовой зоне МСК (московское время). Смещение применяемого времени относительно UTC составляет +3:00.

## Население
| 2010 |
| ---- |
| 8    |

Население по переписи 2002 года — 13 человек.
Национальный состав
Согласно результатам переписи 2002 года, в национальной структуре населения русские составляли 100 % от жителей.